# The Eclipse (pel·lícula de 2009)
The Eclipse és una pel·lícula dramàtica sobrenatural irlandesa del 2009 escrita i dirigida per Conor McPherson i protagonitzada per Ciarán Hinds, Iben Hjejle, Éanna Hardwicke i Aidan Quinn.

## Argument
Michael Farr (Ciarán Hinds) és un vidu deprimit que treballa com a professor a la petita població costanera de Cobh, al Comtat de Cork, Irlanda, on viu amb els seus dos fills. Mentre continua adaptant-se a la vida sense la seva estimada dona, que va morir dos anys abans, comença a experimentar fets estranys, possiblement sobrenaturals, relacionats amb el seu sogre ancià, que està a prop de la mort en una residència d'avis local.
Quan Michael es fa voluntari al festival literari anual de la ciutat, se l'assigna per vetllar per Lena Morelle (Iben Hjejle). La Lena és coneguda per les seves històries de fantasmes i Michael, impressionat per la naturalesa realista de la seva escriptura, comparteix les seves experiències recents amb ella. Mentre Michael i Lena s'apropen, un altre autor famós, Nicholas Holden (Aidan Quinn), un home casat amb una reputació escandalosa, arriba a la ciutat per al festival, amb l'esperança de reactivar una breu relació que va tenir amb Lena un any abans. A mesura que Michael i Nicholas s'enfronten pels afectes de la Lena, les visions sobrenaturals d'en Michael es tornen més vives i inquietants.

## Repartiment
- Ciarán Hinds com a Michael Farr
- Iben Hjejle com a Lena Morelle
- Aidan Quinn com a Nicholas Holden
- Éanna Hardwicke com a Thomas Farr
- Hannah Lynch com Sarah Farr
- Jim Norton com a Malachy
- Billy Roche com a Jim Belton
- Hilary O'Shaughnessy com a entrevistadora de televisió

## Producció
Va ser filmat a Cobh, comtat de Cork.

## Estrena
Es va estrenar al Festival de Cinema de Tribeca el 24 d'abril de 2009 on, després dels informes d'interès de diversos estudis, Magnolia Pictures va aconseguir els drets de distribució mundial de la pel·lícula. La pel·lícula es va emetre a la cadena de servei públic irlandesa RTÉ One el 17 de març de 2010.
Es va estrenar als cinemes d'Austràlia l'abril de 2010.

## Premis
- Premi Méliès D’Argent a la millor pel·lícula europea
- Premis a la millor pel·lícula i al millor guió 2010 Premis de l'Acadèmia de cinema i televisió irlandeses[6]
- Premi al millor actor per Ciarán Hinds 2009 Tribeca Film Festival
- Premi al millor actor secundari per Aidan Quinn als premis de l'Acadèmia de cinema i televisió irlandesa 2010[6]